# Эспиноса Герра, Хулио
Хулио Эспиноса Герра (исп. Julio Espinosa Guerra, 1974, Сантьяго) – чилийский писатель.

## Биография
С 2001 живет в Испании. Возглавляет Школу писателей в Сарагосе, руководит литературным журналом Heterogénea. Составитель антологии чилийской поэзии XX в. (2005), молодой испанской поэзии (2010).

## Книги

### Стихи
- Cuando la rosa aún no existía (1996)
- Одиночество встреч/ La soledad del encuentro (1999)
- Las metamorfosis de un animal sin paraíso: poema en dos actos (2004, Premio de poesia "Villa de Leganeis")
- NN (2007, поэтическая премия Хуаны Инес де ла Крус)
- sintaxis asfalto (2010, премия Святой Изабеллы Португальской)
- Желтый дом/ La casa amarilla (2012, Premio Villa de Cox)

### Романы
- Вчерашний день/ El día que fue ayer (2006, длинный список премии Эрральде, 2005)
- Холодная кожа августа/ La fría piel de agosto (2013)

## Признание
- Премия Пабло Неруды (2011).